# II. Margit hainaut-i grófnő
II. Margit (1311 – Le Quesnoy, 1356. június 23.) Hainaut és Holland grófnője, IV. Lajos német-római császár felesége.

## Élete, származása
Margit 1311-ben látta meg a napvilágot az Avesnes-ház tagjaként. Édesapja I. Vilmos hainaut-i gróf (1286 - 1337. június 7.), anyja Valois Johanna (1294 - 1352. március 7.), Károly valois-i gróf lánya. 1324. február 11-én Kölnben feleségül ment IV. Bajor Lajos német-római császárhoz.
1345-ben bátyja, II. Vilmos hainaut-i gróf halála után örökölte Hainaut, Holland és Zeeland grófságokat. Férje, Lajos lett a tartományok törvényes uralkodója, de Hainaut, Holland, Zeeland és Friesland tartományokat feleségének átengedte. Margit testvérei, köztük Hainaut-i Filippa, III. Eduárd angol király felesége, lemondtak örökösödési jogaikról.
Mivel Lajos pozícióját a luxemburgi grófok fenyegették, 1346-ban Margit visszatért Holland grófságába, hogy megszervezze férje támogatását. Ennek ellenére nem tudta megakadályozni, hogy Károly luxemburgi grófot előbb római királynak, majd német-római császárnak kiáltsák ki a Lajossal szemben álló választófejedelmek.
Lajos 1347. október 11-én elhunyt és birodalmát hat fia közösen örökölte. 1349-ben a hat testvér felosztotta egymás között a tartományokat: V. Lajos bajor herceg (aki apja első házasságából született) örökölte Brandenburgot és Tirolt, öccsei, VI. Lajos bajor herceg és Ottó közösen lettek Felső-Bajorország hercegei. II. István bajor herceg (szintén Lajos első házasságából), Vilmos és Albert kapták Alsó-Bajorországot, valamint Holland és Hainaut grófságokat. 1353-ban II. István lemondott Hainaut és Holland grófságokról féltestvére, Vilmos javára.
Margit eredetileg lemondott címeiről és grófságairól, azonban 1350-ben Holland Grófság nemesei arra kérték, hogy térjen vissza és vegye át a kormányzást. 1350. május 23-án Vilmos és követői szövetségbe tömörültek (amelynek jelképe a tőkehal volt), míg Margit és hívei ugyanazon év szeptember 5-én alakították meg az ellentábort (amelynek jelképe a horog lett). A két tábor között hamarosan kitört a polgárháború.
III. Eduárd angol király és felesége, Filippa (Margit sógora és testvére) természetesen Margit segítségére siettek, 1351-ben Veere közelében vereséget mértek Vilmos flottájára, azonban pár héttel később Margit és angol szövetségesei súlyos vereséget szenvedtek Vlaardingen közelében. A vereséget követően Edward átállt Vilmos oldalára és 1354-ben Margitnak ki kellett egyeznie fiával. Az egyezmény értelmében Vilmos maradt Holland és Zeeland grófja, míg Margit megkapta Hainaut grófságot. Két évvel később, 1356. június 23-án Margit meghalt és a teljes örökség (Hainaut és Holland együttesen) Vilmosra szállt, akin azonban hamarosan elmebaj tünetei mutatkoztak és 1357-től öccse, Albert kormányzott a nevében.

## Családja és leszármazottai
Margit 1324-ben házasodott össze IV. Lajos német-római császárral, a házasságból 10 gyermek született.
- Margit (1325–1374), első férje (1351. január) István magyar herceg, Szlavónia hercege, Károly Róbert magyar király fia (1332. december 16. - 1354. augusztus 9.). Második férje (1357-59) Gerlach von Hohenlohe (1392. január 27.)
- Anna (1326 - 1361. június 3.), apáca, a Valenciennes közelében található Fontenelles kolostorában.
- Erzsébet (1329 -Stuttgart, 1402. augusztus 2.), első férje (Verona, 1350. november 22.) Cangrande della Scala, II. Cangrande néven Verona ura ( - 1359. december 14.). Második férje (Stuttgart, 1362) Ulrich württembergi gróf (1342 - 1388. augusztus 23.)
- Lajos (Róma, 1330. május 12. - Berlin, 1365. május 17.), 1347-ben apja halála után VI. Lajos bajor herceg. 1349-ben öccseivel együtt felosztották apja örökségét, ekkor Lajos Felső-Bajorországot kapta, ahol bátyjával együtt uralkodott 1351-ig. 1351-től brandenburgi őrgróf és választófejedelem. Első felesége (1345) Kunigunda lengyel hercegnő (1335. május 16. - Berlin, 1357. április 26.), III. Kázmér lengyel király és Anna-Aldona litván hercegnő kisebbik lánya, a házasságot elsősorban a lengyel király és a brandenburgi választófejedelemség közötti szövetség megerősítése érdekében kötötték. Második felesége (1360. február) Ingeborg von Mecklenburg hercegnő (1340 - 1395. július 25.)
- Vilmos (Frankfurt am Main, 1330. május 12. - Le Quesnoy, 1388. április 15.),[4] 1347-től I. Vilmos néven bajor társherceg. 1349-től Alsó-Bajorország társhercege. 1349-ben anyjától megörökölte Holland and Zeeland grófságokat, de anyja ezeket 1350-ben megkísérelte visszavenni. Vilmos fegyvert fogott anyja ellen és 1354. december 7-én arra kényszerítette, hogy mondjon le a grófságokról (bár Margit megtarthatta Hainaut grófságát). A holland grófi címet, apja kívánságának megfelelően, Albert öccsével közösen viselte, de a holland nemesek ezt nem fogadták el és a gyakorlatban Vilmos egyedül uralkodott. Anyja halála után, 1357. február 26-ától III. Vilmos néven Hainaut grófja. 1356-57-től kezdve súlyos elmebetegségben szenvedett, 1358-ban Le Quesnoy kastélyába zárták és ott halt meg.
- Albert (München, 1336. július 25. - Hága, 1404. december 13.),[4] bátyjaival együtt Bajorország társhercege, 1349 után Alsó-Bajorország társhercege. 1349 után Vimos bátyjával együtt közösen örökölték Holland és Zeeland grófi címét, de Vilmos gyakorlatilag egyedül uralkodott. 1353-ban bátyjával közösen Straubing grófságot örökölték. Miután  bátyját elmebetegsége miatt házi őrizetbe vették, Albert lett Hainaut, Holland és Zeeland grófságot régense 1358-ban, majd IV. Károly német-római császár neki adta a grófi címet is, de alattvalói ezt nem ismerték el. Hivatalosan csak bátyja halála után, 1389-ben lett Holland, Zeeland és Hainaut grófja I. Albert néven.
- Ottó (München, 1340/1342 - Schloß Wolfstein an der Isar, 1379. november 15.), 1347-től mint V. Ottó bajor társherceg. 1349-től Felső-Bajorország társhercege 1351-ig, amikor féltestvére, V. Lajos bajor herceg javára lemondott. Cserében Lajos javára lemondott Brandenburg őrgrófságáról. 1365-ig egyedül uralkodott Brandenburgban, majd a grófság 1373-ban a német-római császár tulajdona lett. 1375-76 között Bajorország hercege. Felesége (Prága, 1366. március 19.) Csehországi Katalint, IV. Károly német-római császár és Valois Blanka lányát, IV. Rudolf osztrák főherceg özvegyét.
- Beatrix (1344 - 1359. december 25.), férje (1356) XII. Erik svéd király (1339 - 1359. június 20.)
- Ágnes (München, 1345 - München, 1352. november 11.)
- Lajos (1347 - 1348)

## Lásd még
- Hainaut-i grófság
- Hainaut grófjainak listája